# كريس لي (منتج أفلام)
كريس لي (بالإنجليزية: Chris Lee)‏ هو منتج أفلام أمريكي، ولد في 1956 في نيو هيفن في الولايات المتحدة.

## وصلات خارجية
- كريس لي على موقع IMDb (الإنجليزية)
- كريس لي على موقع قاعدة بيانات الفيلم (الإنجليزية)